# Културно наследство (1959 – 2005)
„Културно наследство“ (на македонска литературна норма: Културно наследство) е научно историческо и археологическо списание от Северна Македония, издание на Републиканския институт за защита на паметниците на културата. Редактор е Димче Коцо. Излизат периодично от 1959 до 2005 година, когато излиза последният 30-31 брой. Списанието публикува научни трудове от областта на археологията, историята на изкуството, архитектурата, нумизматиката, консервацията.